# Ignacio Huguet
Ignacio Huguet Méndez (ur. 4 listopada 1944 w Hawanie) – kubański strzelec, olimpijczyk, medalista igrzysk panamerykańskich.
Huguet wziął udział w Letnich Igrzyskach Olimpijskich 1968, na których wystąpił w skeecie. Zajął w tej konkurencji 29. miejsce wśród 52 strzelców.
Dwukrotny medalista igrzysk panamerykańskich. W 1967 roku zdobył srebro w skeecie drużynowym. W 1975 roku osiągnął swój jedyny tytuł mistrzowski, wygrywając w tej samej konkurencji. Na zawodach w Meksyku zajął indywidualnie szóste miejsce.

## Wyniki olimpijskie
| Igrzyska    | Konkurencja | Wynik       | Miejsce | Źródło |
| ----------- | ----------- | ----------- | ------- | ------ |
| Meksyk 1968 | Skeet       | 187 punktów | 29      | [ 2 ]  |